# バイ・ヤンルシュ
『バイ・ヤンルシュ』（トルコ語: Bay Yanlış）は、フォックスで2020年6月26日から現在まで放送されたトルコのテレビドラマ。

## 登場人物
エズギ・イナル
演：オズゲ・グレル
オズグル・アタソイ
演：ジャン・ヤマン